# Седльце (Лодзинське воєводство)
Седльце (пол. Siedlce) — село в Польщі, у гміні Сендзейовиці Ласького повіту Лодзинського воєводства.
Населення — 271 особа (2011).
У 1975-1998 роках село належало до Серадзького воєводства.

## Демографія
Демографічна структура станом на 31 березня 2011 року:
|          | Загалом | Допрацездатний вік | Працездатний вік | Постпрацездатний вік |
| -------- | ------- | ------------------ | ---------------- | -------------------- |
| Чоловіки | 135     | 25                 | 96               | 14                   |
| Жінки    | 136     | 15                 | 86               | 35                   |
| Разом    | 271     | 40                 | 182              | 49                   |